# ويليام لامبرت (صحفي)
ويليام لامبرت (بالإنجليزية: William Lambert)‏ هو صحفي أمريكي، ولد في 2 فبراير 1920، وتوفي في 8 فبراير 1998 في فيلادلفيا في الولايات المتحدة.